# سیارک ۱۱۴۸۲۸
سیارک ۱۱۴۸۲۸ (به انگلیسی: 114828 Ricoromita، نامگذاری:2003OL20) صد و چهارده هزار و هشتصد و بیست و هشتمین سیارک کشف شده‌است که در ۳۰ ژوئیه ۲۰۰۳ کشف شد.